# Buzzcocks
Buzzcocks é uma banda britânica de punk rock, formada em Manchester, em 1976, por Peter Shelley (vocais, guitarra), Howard Devoto (vocais), Steve Diggle (baixo), Garth Smith (baixo e bateria) e John Maher (bateria). É uma das bandas pioneiras do pop punk.

## História
Os amigos Peter McNeish (que muda de sobrenome para Shelley) e Howard Traford (que muda de sobrenome para Devoto), ficaram tão fascinados ao assistirem um show dos Sex Pistols que voltaram para casa com uma ideia fixa na cabeça: montar uma banda que tivesse o mesmo estilo explosivo para que se tornassem em Manchester o equivalente aos que os Pistols representavam em Londres. E foi assim que nasceu o Buzzcocks, uma banda punk que logo se popularizou e passou a influenciar inúmeros outros grupos.
Apesar da intensidade e fúria do som, característicos do estilo punk, o Buzzcocks tinham um diferencial em relação aos outros grupos: ao invés de letras que entoavam a revolta contra o sistema político e social, a banda escrevia letras angustiadas, algumas vezes engraçadas, sobre amor com uma perspectiva adolescente.
Depois de algum tempo tocando juntos, os Buzzcocks abriram diversos show de seus "inspiradores" - o Sex Pistols. 
Em 1977, após o lançamento do EP Spiral Scratch, Devoto deixa a banda, e Pete Shelley passa a ser o vocalista principal. Steve Diggle passa para a guitarra e Garth Smith assume o baixo.
No mesmo ano, lançam o single "Orgasm Addict" que, devido ao seu polémico título, não tem sucesso comercial, mas chama a atenção do público. Garth Smith sai da banda, e é substituído por Steve Garvey.
Após o lançamento dos seus três primeiros álbuns, os Buzzcocks partem para uma turnê nos EUA, sem grande sucesso. No entanto, no Reino Unido atingiam o seu auge da fama.
O ano de 1980, é um ano de tensões, tanto dentro da banda, como com a sua editora United Artists, entretanto adquirida pela EMI. Esta última decide cortar o apoio à banda, que se encontrava a gravar o quarto álbum, e resolve lançar a colectânea Singles Going Steady , que os Buzzcocks recusam. Estes acontecimentos levam à saída de Shelley em 1981, e consequente separação dos membros da banda.
Nos anos seguintes, os membros dos Buzzcocks seguem diferentes projectos: Shelley a solo, Diggle e Maher formam a banda Flag of Convenience, e Garvey os Motivation. Em 1989, juntam-se, de novo, para efectuar espetáculos nos EUA, mas Maher decide sair, e é substituído por  Mike Joyce, dos Smiths.
O ano de 1993 marca o regresso do grupo aos álbuns de originais, com Trade Test Transmissions. A banda é actualmente composta por Pete Shelley, Steve Diggle, Tony Barber (baixo) e Phil Barker (bateria).
Em 06 de dezembro de 2018, na Estônia, Pete Shelley morre aos 63 anos, depois de sofrer um ataque cardíaco.

## Discografia

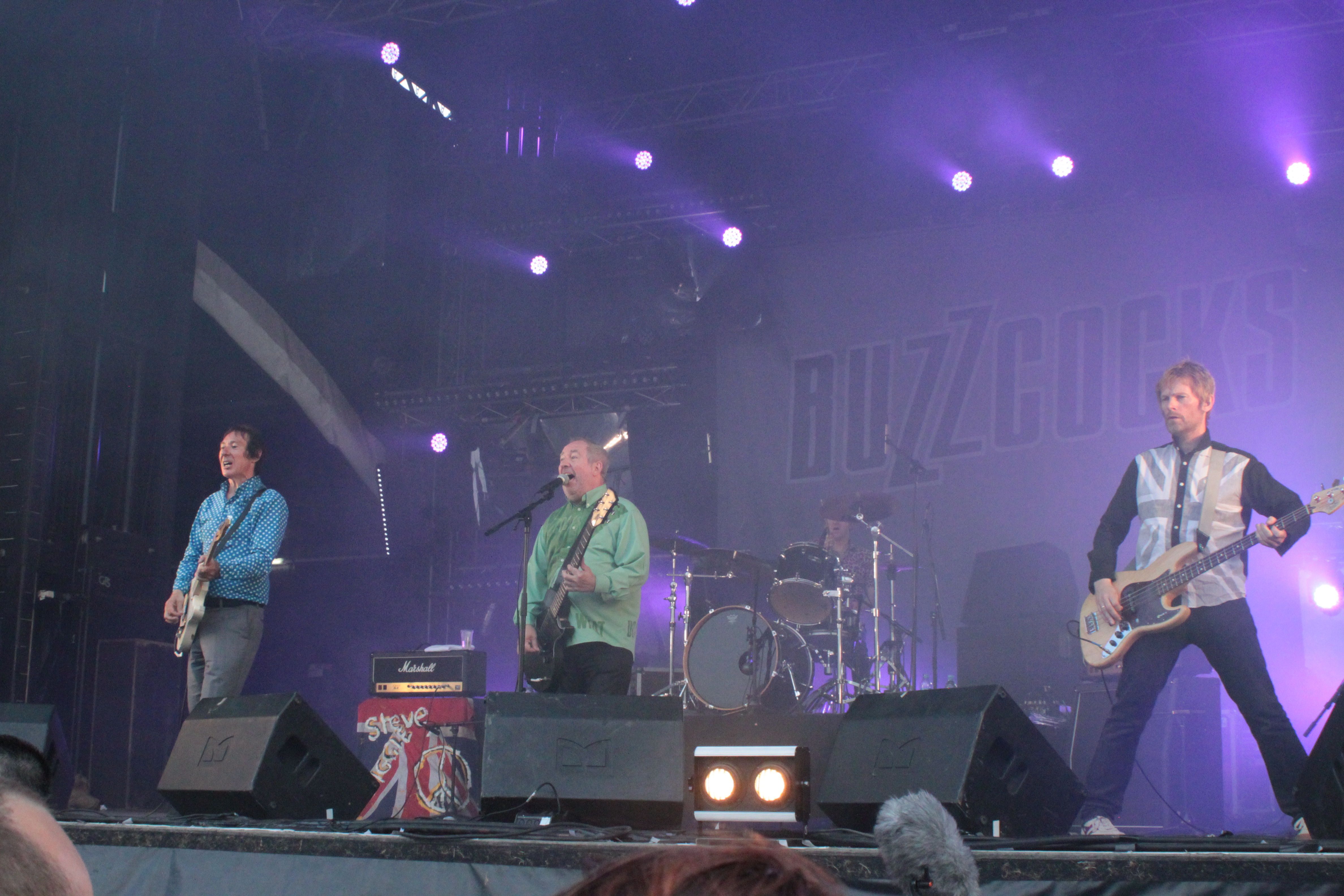
Da esquerda para a direita:
Steve Diggle, Pete Shelley, John Maher,
Chris Remmington, @ Hellfest 2013.

### Álbuns
- Another Music in a Different Kitchen (1978)
- Love Bites, (1978)
- A Different Kind of Tension, (1979)
- Trade Test Transmissions, (1993)
- All Set, (1996)
- Modern, (1999)
- Buzzcocks, (2003)
- Flat-Pack Philosophy, (2006)
- The Way, (2014)

### EPs
- Time's Up, (1976)
- Spiral Scratch, (1977)